# Jo Jin-mi
Jo Jin-mi (ur. 15 listopada 2004) – północnokoreańska skoczkini do wody, wicemistrzyni olimpijska i świata, olimpijka z Paryża 2024.

## Udział w zawodach międzynarodowych
| Impreza              | Rok  | Gospodarz | Wieża 10 m  | Wieża 10 m    | Druż. miesz. |
| Impreza              | Rok  | Gospodarz | synch. kob. | synch. mikst. | Druż. miesz. |
| -------------------- | ---- | --------- | ----------- | ------------- | ------------ |
| Igrzyska olimpijskie | 2024 | Paryż     | 02 !        | —             | —            |
| Mistrzostwa świata   | 2024 | Doha      | 02 !        | 02 !          | 7            |